# Кальное (Львовская область)
Кальное (укр. Кальне) — село в Славской поселковой общине Стрыйского района Львовской области Украины.
Население по переписи 2001 года составляло 243 человека. Занимает площадь 1,201 км². Почтовый индекс — 82644. Телефонный код — 3251.